# Hancock’s Bridge
Hancock's Bridge – jednostka osadnicza w Stanach Zjednoczonych, w stanie New Jersey, w hrabstwie Salem.